# Boys Like Girls
Boys Like Girls là một ban nhạc pop rock người Mỹ tới từ Boston, Massachusetts. Được thành lập vào năm 2005, nhóm đạt được những sự ghi nhận từ công chúng khi ra mắt album đầu tay cùng tên. Boys Like Girls cùng tham gia với Good Charlotte cho Soundtrack of Your Summer Tour năm 2008, lưu diễn khắp nước Mỹ. Album phòng thu thứ hai của nhóm Love Drunk, được phát hành ngày 8 tháng 11 năm 2009.
Đến tháng 2 năm 2011 ban nhạc công bố họ sẽ nghỉ một thời gian không xác định. Vào ngày 17 tháng 11 năm 2011, Martin Johnson tiết lộ rằng nhóm vẫn chưa tan rã, thực ra các thành viên đang nghỉ ngơi và tham gia vào nhiều dự án phụ khác. Vào năm 2012, Boys Like Girls thông báo rằng họ đã làm việc với một album phòng thu đầy đủ mới, có tên Crazy World, album này đã được phát hành vào tháng 11 năm 2012.

## Lịch sử

### 2005-06: Thành lập và những năm đầu
Ban nhạc được thành lập tại Andover, Massachusetts vào tháng cuối cùng của năm 2005, khi ca sĩ Martin Johnson, trước được thuộc nhóm Fake ID/The Drive của Boston, viết kha khá bài hát mà anh muốn thu âm. Anh tuyển thêmtay bass Bryan Donahue và tay trống John Keefe. Keefe mang theo tay guitar chính Paul DiGiovanni, người mà anh đã thu âm một bản demo ngắn cùng, để hoàn thiện đội hình. Tiêu đề của một vài bản demo là "Free", "If You Could See Me Now", và "The Only Way That I Know How To Feel". Một vài tháng sau đó Keefe và DiGiovanni phát hiện ra rằng họ là anh em họ xa của nhau. Nhóm sau đó đã đổi tên thành Boys Like Girls.
Bộ tứ sớm mở một tài khoản PureVolume để giới thiệu âm nhạc của họ, và tải lên một bản demo của "The Great Escape" và một màn biểu diễn acoustic của "Thunder". Vào cuối năm, nhóm đã lọt vào vị trí thứ 1 trên bảng xếp hạng Top Unsigned Artists của trang web và trong vòng một vài tháng đã hoàn thành một tour diễn toàn quốc với Cute Is What We Aim For, Hit the Lights, All Time Low và Butch Walker.
Cuối cùng, vào năm 2006, sự nổi tiếng của ban nhạc đã lọt vào tai người đại diện tài năng Matt Galle và nhà sản xuất thu âm Matt Squire, những người này đã liên lạc với ban nhạc về một sự hợp tác trong tương lai. Với sự hỗ trợ đầy đủ của họ, Boys Like Girls đã tiến hành tour diễn toàn quốc đầu tiên của mình với A Thorn for Every Heart, Hit the Lights và Keating vào cuối tháng 2 năm 2006. Sau cuộc du hành kéo dài 1 tháng, nhóm ngay lập tức bước vào phòng thu với Squire để thu album đầu tay của mình cho Hãng thu âm Columbia/Red Ink.
Trong thời gian ở trong phòng thu Squire đã giới thiệu ban nhạc với một trong những "cựu học trò" của anh, Cute Is What We Aim For, ban nhạc này đã đề nghị cho Boys Like Girls tiết mục mở màn cho tour diễn quảng cáo sắp tới của họ. Khi album được thu xong, Boys Like Girls trình diễn những tour liên tục, kể cả tour diễn của Cute Is What We Aim For trong tháng 6, cũng như tour kéo dài 2 tuần với Butch Walker vào cuối tháng 7. Giữa các tour diễn, ban nhạc quay video ca nhạc đầu tiên của họ cho đĩa đơn đầu tiên, "Hero/Heroine", được đạo diễn bởi Mark Serao và Chris Vaglio của Hãng phim Grey Sky.

### 2006-09:Boys Like Girls

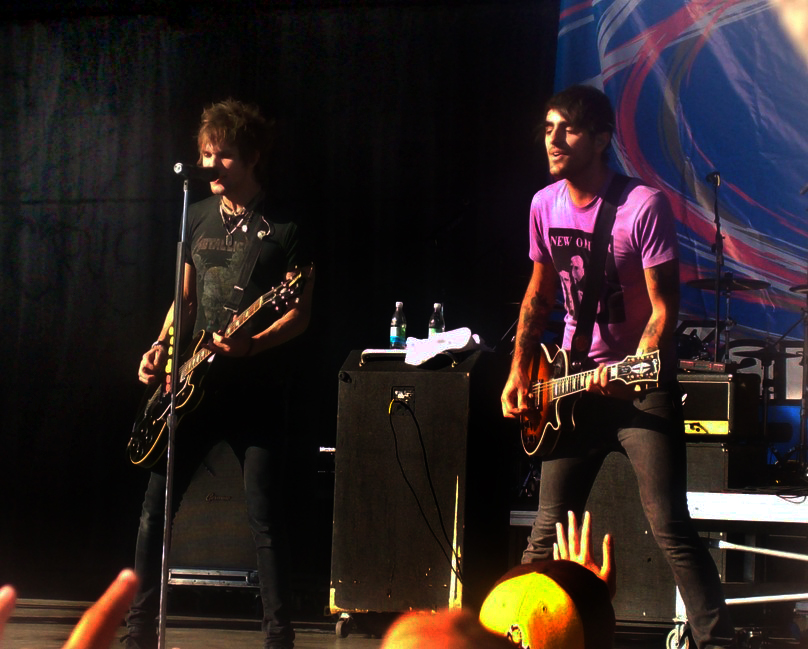
Boys Like Girls biểu diễn tại thành phố Kansas

Vào ngày 22 tháng 8 năm 2006, album cùng tên Boys Like Girls đã được phát hành. Tính đến tháng 8 năm 2008, album đã bán được hơn 580,000 bản trong nước Hoa Kỳ. Trong khi, như tiêu đề album đã gợi ý, các bài hát về con trai thích con gái rõ ràng chiếm ưu thế trong album, Johnson thỉnh thoảng chạm vào các chủ đề ví dụ như việc mẹ mình chiến đấu với căn bệnh ung thư, việc rời khỏi nhà, và về những người trẻ tuổi bốc đồng. Về ý cuối cùng, anh giải thích dộng cơ thúc đẩy đằng sau bài hát "Dance Hall Drug":
Quá nhiều đứa trẻ đang lớn lên quá nhanh. Những đứa 13 tuổi đang làm tay cho đứa khác đằngg sau xe buýt. Những đứa 14 tuổi đã uống rượu và tiệc tùng rồi, và lũ trẻ dành nhiều thời gian để lo lắng về việc lớn lên và tỏ ra ngầu hơn là thực sự lớn lên và làm một đứa trẻ con.

Bài hát "On Top of the World" là về người mẹ quá cố của Johnson.
Trong năm 2007, họ bắt đầu với một chuyến hành trình quảng cáo ngắn với Self Against City, sau đó nhóm đã tham gia cùng Cobra Starship hỗ trợ một tour Cartel kéo dài hai tháng và tháng 2. Giữa lúc đó họ phát hành đĩa đơn thứ hai của album, "The Great Escape" (đạt vị trí thứ 9 trên Pop 100), biểu diễn trên Jimmy Kimmel Live! vào ngày 22 tháng 2 năm 2007, và cuối cùng cũng xuất hiện tại Billboard 200 lần đầu tiên vào tháng 4 năm 2007, Boys Like Girls trình diễn buổi hòa nhạc quốc tế lần đầu tiên của họ trong giai đoạn Canada của tour diễn Bắc Mỹ với Hellogoodbye và Lễ hội Anh Give It A Name năm 2007.
Vào giữa năm 2006, nhóm biểu diễn tại Vans Warped Tour hàng năm lần đầu tiên vào ngày 31 tháng 7 năm 2007 ban nhạc đạt vị trí đầu tiên trên show MTV Total Request Live. Tháng tiếp theo, vào ngày 20 tháng 8 năm 2006, thành viên Johnson và DiGiovanni của Boys Like Girls biểu diễn một show riêng tại đài phát thanh 105.1 Buzz. Họ thông báo rằng họ sẽ được biểu diễn 5 show tại Nhật Bản và nói về việc Good Charlotte đã giúp đỡ họ thế nào trong ự nghiệp.
Vào tháng 9 năm 2006, Boys Like Girls phát hành một bố ba bài hát acoustic cho Sessions Under Cover của AOL như là một EP trên iTunes Store, bao gồm "The Great Escape", "Thunder" và một bản cover bài hát "Let go" của Frou Frou. Vào ngày 4 tháng 12 năm 2007, ban nhạc biểu diễn một buổi hòa nhạc với Good Charlotte cho chương trình "The Night B97 Stole Christmas" của đài phát thanh B97 New Orleans, có địa chỉ tại Khu phô Pháp (French Quarter).
Boys Like Girls chơi ở Lễ hội Slam Dunk trên sân khấu Glamour Kills, tại Leeds, vào ngày Chủ nhật, 25 tháng 5 năm 2008. Nhóm chia sẻ sân khấu với các ban nhạc như, Cute Is What We Aim For, Kids In Glass Houses, Valencia, We The Kings, You Me At Six và The Red Jumpsuit Apparatus. Ban nhạc cũng đã mở màn cho Best Damn Tour năm 2008 của Avril Lavigne đi qua phần lớn Bắc Mỹ.
Trong mùa hè năm 2008 Boys Like Girls lưu diễn với Good Charlotte, The Maine, và Metro Station, cho Soundtrack of Your Summer Tour. Tour khởi động ở Southaven, Mississippi với một buổi trình diễn tên là Red White and Boom dẫn chương trình bởi Q107.5 vào ngày 3 tháng 6 năm 2008. Ngày 4 tháng 7 năm 2008 họ chơi tại Pigeon Forge, Tennessee tại buổi hòa nhạc Starjam năm 2008, cùng với Metro Station, Good Charlotte, Ace Young và Menudo. Hai tháng sau, vào ngày 5 tháng 8 năm 2008, Boys Like Girls và Metro Station trình diễn cùng nhau tại Six Flags St. Louis ở Missouri. Giữa các thời điểm tour diễn, họ đã làm việc cùng với ca sĩ nhạc Pop của Nickelodeon Miranda Cosgrove về album đầu tay sắp ra mắt của cô, phát hành vào năm 2009.
Trong năm 2008, năm bài hát được cho là nằm trong album thứ hai của nhóm đã bị rò rỉ lên internet. EP của fan, được đặt tên là Heavy Heart, bao gồm năm bài hát demo đã được thu âm, nhưng đã không được chọn vào album đầu tiên của nhóm. Không bài hát nào trong số đó xuất hiện trong album thứ hai của họ.
Boys Like Girls hỗ trợ Fall Out Boy trong tour diễn tại nước Anh của họ vào tháng 10, cùng với You Me At Six. Một tháng sau, DVD đầu tay của ban nhạc, Read Between the Lines đã được phát hành vào ngày 4 tháng 11 năm 2008.
Vào tháng 1 năm 2009, Boys Like Girls lưu diễn tại Anh với sự hỗ trợ của Metro Station và Every Avenue.

### 2009–10:Love Drunk
Johnson đã thông báo trên trang web của mình rằng ban nhạc đã bắt đầu thu album mới vào ngày 10 tháng 2 năm 2009. Nó được thu một nửa tại Vancouver và một nửa tại thành Phố New York với đội nhà sản xuất/sản xuất khác nhau, tại hai môi trường khác nhau, và với hai nguồn cảm hứng khác nhau. Ban nhạc đã có một tour lưu diễn vào mùa thu năm 2009 với Cobra Starship, A Rocket to the Moon, The Maine và VersaEmerge. Chuyến lưu diễn, mang tên 'The Op Tour' bắt đầu vào ngày 14 tháng 10 với show diễn đầu tiên là ở Buffalo, New York.

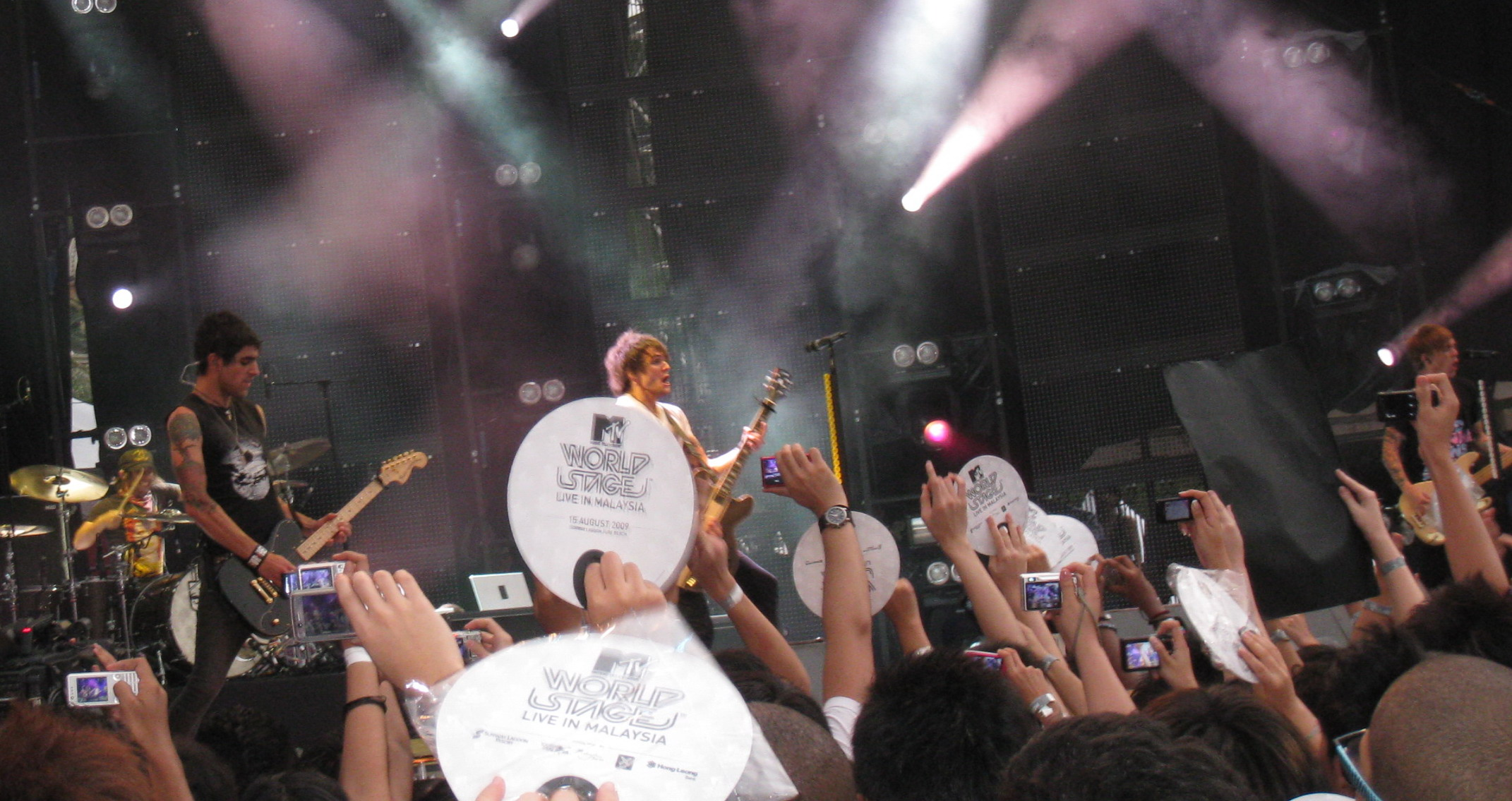
Boys Like Girls biểu diễn tại MTV World Stage Live tại Malaysia

Vào ngày 18 tháng 6, Boys like Girls xác nhận rằng tiêu đề cho album thứ hai của họ sẽ là Love Drunk. Album được chính thức phát hành vào ngày 8 tháng 9 năm 2009. Vào ngày 24 tháng 6 năm 2009, ban nhạc phát hành đĩa đơn đầu tiên, ca khúc mang tiêu đề của album. Video ca nhạc của "Love Drunk" có sự đóng góp của ca sĩ và diễn viên Ashley Tisdale. Nhóm phát hành đĩa đơn thứ hai "She's Got a Boyfriend Now" trên iTunes vào tháng 8. Bài hát thứ tư từ Love Drunk mang tên "Two Is Better Than One," với sự góp mặt và được viết bởi Taylor Swift. Bài hát nói về mối quan hệ trước đây với một cô bạn gái đã hẹn hò trong một thời gian dài của Johnson. Johnson trước đây đã cộng tác với Swift để viết bài hát "You'll Always Find Your Way Back Home", bài hát này có mặt trên Hannah Montana: The Movie. Họ cũng viết một bài hát chưa được phát hành, mang tên "Drama Queen". Album mới chứa mười một ca khúc bao gồm Heart Heart Heartbreak, Love Drunk, She's Got a Boyfriend Now, Two is Better than One, Contagious, Real Thing, Someone Like You, The Shot Heard 'Round the World, The First One, Chemicals Collide, and Go.
Ban nhạc làm nên lịch sử vào ngày 15 tháng 8 năm 2009 khi được góp mặt cùng The All-American Rejects, Hoobastank, Raygun, Kasabian, Pixie Lott và Misha Omar với một buổi trình diễn trực tiếp tại buổi hòa nhạc MTV World Stage Live đầu tiên của châu Á, được tổ chức tại Malaysia.
Album có thể mua trên iTunes, Amazon, cũng như nhiều nhà bán lẻ khác khắp đất nước.
Trên iTunes, có một bản "Deluxe Version" của album mà chứa thêm ba ca khúc bonus; "Love Drunk(Acoustic)", "Heart Heart Heartbreak(Acoustic)" và một bản remix của Mark Hoppus của bài "Love Drunk".
Boys Like Girls cũng làm một video cho ca khúc "Heart Heart Heartbreak". Boys Like Girls có mặt tại Top Twenty Countdown của VH1 vào ngày 13 tháng 2 để nói về đĩa đơn thành công của họ "Two is Better Than One", bài hát đã lên vị trí thứ 8 trong bảng xếp hạng. Video có mặt trên bảng xếp hạng 8 tuần liên tiếp. Khi được hỏi liệu họ có quay 1 video 3-D không, Johnson trả lời họ đã quay video ca nhạc rồi. Trong tuần đầu tiên, album thứ hai của Boys Like Girls bán được hơn 41.000 bản, đạt vị trí thứ 8 trên Billboard 200.
Vào tháng 3 năm 2010, Boys Like Girls hỗ trợ Hedley cùng với Stereos và FeFe Dobson vào một số ngày cụ thể tại Canada.
Boys Like Girls cùng trình diễn The Bamboozle Roadshow 2010 giữa tháng 5 và 6 năm 2010. All Time Low, Third Eye Blind, và LMFAO cùng biểu diễn với Boys Like Girls. Cùng với một số ban nhạc hỗ trợ khác, bao gồm 3OH!3, Good Charlotte, Forever The Sickest Kids, Cartel, và Simple Plan. Martin Johnson và Paul DiGiovanni có một vai diễn nhỏ trong video ca nhạc của "Like It's Her Birthday" của Good Charlotte, cùng với John O'Callaghan và Kennedy Brock của The Maine.

### 2010–11: Ngưng hoạt động một thời gian/các dự án solo
Xuất hiện tin đồn trên internet khoảng 1 năm sau sự phát hành của album phòng thu thứ hai của nhóm Love Drunk, nói rằng ban nhạc hiện đang viết những ca khúc mới cho album phòng thu thứ 3 sắp phát hành của họ.
Vào ngày 1 tháng 9 năm 2010, ban nhạc đăng một video trên tài khoản YouTube chính thức của họ thông báo rằng họ sẽ quay trở lại phòng thu để "chuẩn bị một chút và thu âm" cho album số 3.
Vào ngày 17 tháng 11 năm 2010, Johnson xác nhận rằng họ đã hoàn thành việc viết các bài hát sẽ có mặt trong bản thu âm sắp tới và rằng ban nhạc hiện đang thu âm các bản demo trong phòng thu với nhà sản xuất Matt Squire, người mà nhóm đã làm việc cùng trong album cùng tên, Boys Like Girls.
Vào đầu năm 2011, có tin đồn rằng Boys Like Girls đã tan rã, vì không có chút cập nhật nào từ ban nhạc, thành viên của ban hoặc đội ngũ quản lý. Họ không lên kế hoạch cho show diễn nào và nói với fan rằng họ đang ở trong phòng thu từ tháng 9, thứ hóa ra là tin giả. Tay trống John Keefe nhanh chóng phủ nhận tin đồng này, nhưng giống như những thành viên còn lại của ban, không có phát ngôn nào về việc họ vẫn đang thu âm và/hoặc chơi nhạc cùng nhau.
Đến tháng 2 năm 2011, các thành viên của ban nhạc đều đang làm việc với những dự án cá nhân. Johnson ở tại phòng thu để thu những ca khúc solo vì anh chuẩn bị lưu diễn vào mùa hè, chơi những bản nhạc cho chính mình viết. Anh vào lúc đó cũng làm việc với nhà sản xuất John Feldman và Tommy Brown những người trước đó đã làm việc với Black Eyed Peas. Mặt khác, tay bass Donahue đang tiếp tục với dự án phụ của mình Early Morning Blues, cùng với tay guitar Paul DiGiovanni. DiGiovanni cũng đồng thời mở hãng thời trang riêng của mình mang tên "Black Carbon Custom" do chính anh quản lý.
Vào tháng 6 năm 2011, Johnson cho ra mặt một vài ca khúc trong "những ca khúc solo" của anh trên Kiss FM. Johnson cũng công bố rằng ban nhạc sẽ "ngưng hoạt động một thời gian", để có đủ thời gian cho [Bryan/Paul] lưu diễn vào cuối năm đó vì họ vẫn còn ở trong "Early Morning Blues" và cho chính bản thân anh hoàn thành những bản thu âm solo, vào lúc đó đã gần xong. Johnson cũng xác nhận rằng anh sẽ biểu diễn và lưu diễn dưới chính tên của mình "Martin Johnson".

### 2011–hiện tại: Sự ra đi của Bryan Donahue vàCrazy World
Vào tháng 11 năm 2011, Martin tweet rằng anh sẽ đăng một video cập nhật vào ngày hôm sau, sau đó kèm thêm tweet thứ hai "...#boyslikegirlsisback" (tạm dịch: Boys Like Girls đã quay trở lại). Sau đó được tiết lộ rằng ban nhạc sẽ bắt đầu chuẩn bị cho album phòng thu thứ ba của mình tại nhà của Martin tại Los Angeles.
Vào ngày 19 tháng 11 năm 2011, một video cập nhật nữa từ kênh YouTube chính thức của Boys Like Girls được tải lên, xác nhận rằng Boys Like Girls hiện đang thu âm một album mới. Tuy nhiên tay bass của nhóm Bryan Donahue đã bất đắc dĩ chia tay ban nhạc. Lý do là Bryan có quá nhiều kế hoạch mà sẽ làm gián đoạn tiến trình của ban nhạc và hiển nhiên là quá "mải mê" với các dự án phụ của mình, Early Morning Blues và The Tower and the Fool.
Vào tháng 12 năm 2011, ban nhạc đăng một video "cập nhật phòng thu" trên kênh YouTube của họ, tiết lộ rằng bộ ba đang trải qua giai đoạn thu âm tại phòng thu Sound Factory tại LA. Đồng thời, ca sĩ hát chính Martin đã tải một bức ảnh lên Instagram, ảnh chụp một mảnh giấy viết tay có vẻ như là lời bài hát cho một ca khúc mà bạn nhạc đang thu âm mang tên "Be Your Everything". Ban nhạc đã đăng các video quay họ trong phòng thu thu âm một ca khúc mang tên "Life of the Party". Ban nhạc cũng đăng lên Instagram một bức ảnh chụp một mảnh giấy viết tay có lời bài hát của ca khúc mà họ đang thu âm, sau đó được tiết lộ là mang tên "Stuck in the Middle". Johnson cũng nói rằng ca khúc "Be Your Everything" có lẽ sẽ là đĩa đơn đầu tiên của album chưa được đặt tên.
Vào ngày 17 tháng 5 năm 2012, ban nhạc đã xác nhận rằng album mới sẽ mang tên Crazy World và sẽ phát hành vào mùa thu năm 2012. Martin và tay guitar Paul cũng đã xác nhận nhan đề các ca khúc trong album, gồm: "Be Your Everything", "Cheated", "Stuck in the Middle", "Leaving California", "Shoot", "Crazy World", "Take Me Home", "Red Cup, Hands Up, Long Brown Hair", "Life of the Party", "Hey You" và "The First Time". Ban nhạc cũng có một thông báo nhỏ rằng Morgan Dorr sẽ trở thành tay bass lâu dài của nhóm, người vào lúc đó đang đi lưu diễn cùng họ.
Vào ngày 17 tháng 7, họ phát hành EP "Crazy World", gồm ba bài hát lấy từ album đầy đủ sắp ra mắt cùng tên. Ba bài hát đó là "Be Your Everything", "Life of the Party" và "The First Time".
Vào tháng 9 năm 2012, ban nhạc khởi động một chuyến lưu diễn nước Mỹ tại New Hampshire đồng hành cùng với The All American Rejects với sự có mặt của các ban nhạc hỗ trợ khác như Parachute và The Ready Set. Chuyến lưu diễn toàn quốc kéo dài hai tháng này, từ bờ đông tới bờ tây, mở đầu sự quay trở lại của ban nhạc trên đường đi và trên sân khấu. Họ chủ yếu trình diễn một vài ca khúc cũ với những bài hát từ EP "Crazy World."
Theo sau sự phát hành của Crazy World, một video ca nhạc của "Be Your Everything" được tạo ra và một video lời bài hát cho "Life of the Party" cũng được phát hành. Paul đã thông báo rằng ban nhạc không có ý định làm ra thêm bất cứ video ca nhạc nào nữa cho Crazy World.
Vào tháng 8 năm 2016, ban nhạc khởi động một chuyến lưu diễn trong nước để kỷ niệm 10 năm ra mắt album đầu tay cùng tên.

## Dự án phụ và hãng thời trang

### Early Morning Blues
Vào ngày 26 tháng 12 năm 2010, có thông báo rằng tay bass cũ của ban nhạc Bryan đang phát hành một EP mang tên "Newest Versions", bao gồm bốn ca khúc độc quyền, của nhóm mang tên "Early Morning Blues". EP có những ca khúc như "War And Wisdom", "Echoes", "Never Leave" và "Chapter One", và được thu âm bởi nhiều nghệ sĩ bao gồm chính Donahue, Joey Heartland, Kevin Sanders, Paul DiGiovanni, Jimmy Welsh, Connor Bissett, Alex Correia và nhiều hơn nữa. Toàn bộ EP sau đó có thể tải về miễn phí trên trang bandcamp của ban nhạc.

### Black Carbon Custom
Vào ngày 17 tháng 3 năm 2011, tay guitar chính của ban nhạc, Paul DiGiovanni, xuất hiện trên The Gunz Show và thông báo rằng anh đang bắt đầu một dòng thời trang mới mang tên "Black Carbon Custom". Cho tới nay, chỉ có bốn chiếc áo phông, Black Burn, Bombs, Burning World và Snake, và một chiếc hoodie, Shut Up and Color là đã được tung ra bán dưới tên nhãn thời trang này.

### The Rebels
John Keefe, tay trống của ban nhạc, cũng bắt đầu hợp tác với ban nhạc người Boston The Rebels vào mùa xuân năm 2011, ban nhạc này cũng đã chơi nhạc cùng Early Morning Blues. Họ giờ đã đổi tên thành "Empire Kids".

### Best of Friends
John Keefe, tay trống của ban nhạc, và Morgan Dorr, tay bass, cộng tác với nhau trong một dự án phụ, dự án này bắt đầu từ tháng 7 năm 2012 nhưng không được phát hành mãi cho đến giữa tháng 4 năm 2013, ban nhạc không chỉ gồm họ mà còn có một vài người bạn thân và thành viên gia đình của họ, Ethan Dorr, Allyn Dorr, Kevin Mchugh, Jamel Hawke và Mario Fanizzi. Dự án phụ của họ là một dòng nhạc Americana hiện đại giống như Lumineers, bắt đầu với một màn trình diễn nhỏ cho đám cưới của Kevin. Album ra mắt được phát hành thành ba phần với tổng cộng 6 bài hát bao gồm "How Lonely is You" và "Blue Collar Man". 

## Phong cách âm nhạc
Về phong cách, ban nhạc liệt kê những ảnh hưởng âm nhạc của mình là một sự kết hợp đa dạng của nhạc đương đạiy, emo pop, punk, và các ban nhạc alternative rock, ví dụ như Jimmy Eat World, Blink-182, Secondhand Serenade, Relient K, The Academy Is..., và Dashboard Confessional. Trong khi những xu hướng này có thể nghe thấy rõ ràng trong phần guitar và trống, những ảnh hưởng từ punk rock thì ít rõ ràng hơn khi tính đến giọng hát và lời bài hát. Với giai điệu giọng tenor riêng biệt của Johnson, amm thanh tổng hòa của ban nhạc hướng tới nhạc alternative radio rock của thập niên 90, cùng hàng với Vertical Horizon, Goo Goo Dolls, và Eve 6.

## Tiếp nhận phê bình
Trong khi cộng đồng online tôn vinh Boys Like Girls là "Fall Out Boy của năm 2006" (ám chỉ tới thành công trong quảng cáo của ban nhạc pop punk với From Under the Cork Tree năm 2005), doanh thu của album thì ít có sức thuyết phục hơn. Bất chấp những sự xuất hiện trên trang nhất nhằm quảng cáo (ví dụ như "Artist of the Day" của Spin hoặc "Featured Band" và "Absolute Exclusive: Album Leak" của Absolutepunk.net), Boys Like Girls bán được chỉ 1,472 bản vào tuần đầu tiên, vì thế tuột mất cơ hội xuất hiện trên Billboard 200. Tuy nhiên, việc quảng cáo và lưu diễn liên tục đã giúp album đạt vị trí số 179 trên bảng xếp hạng vào tháng 4 năm 2007. Nó tiếp tục nổi tiếng khi đĩa đơn "The Great Escape" leo lên bảng xếp hạng và sau cùng đạt vị trí số 55 vào tháng 8 năm 2007. Sau khi suýt rơi khỏi Billboard 200, việc tái xuất bản đĩa đơn "Hero/Heroine" giúp album nhảy lên hạng 61 và được chứng nhận Vàng một thời gian ngắn sau đó.

## Thành viên ban nhạc
Các thành viên hiện tại
- Martin Johnson – hát chính, guitar nhịp (2005–hiện tại)
- Paul DiGiovanni – guitar chính, hát đệm(2005–hiện tại)
- Morgan Dorr – guitar bass, hát đệm (2011–hiện tại)
- John Keefe – trống, gõ (2005–hiện tại)

Cựu thành viên
- Bryan Donahue – guitar bass, hát đệm (2005-2011)

Dòng thời gian

## Danh sách đĩa nhạc
Album phòng thu
- 2006: Boys Like Girls
- 2009: Love Drunk
- 2012: Crazy World